# 圣彼得堡国立巴甫洛夫医科大学
59°58′00″N 30°19′00″E / 59.9667°N 30.3167°E
巴普洛夫医科大学（ПСПБГМУ），是一所位于苏联西北地区的医学专门学校，前身是“彼得堡妇女医学院”。
在最新的官方权威国际排名中，巴普洛夫医科大学排名世界第 2939 名，医学排名俄罗斯第 8 名。

## 学校历史
作为“彼得堡妇女医学院”，巴普洛夫医科大学拥有唯一 1所 大学综合诊所，并与黎巴嫩、哈萨克斯坦、乌兹别克斯坦、白俄罗斯的机构合作，精神病学是巴普洛夫医科大学的最强学科 ，创始人尼古拉·尼古拉耶维奇·巴热诺夫的半身像树立其中。

## 教学单位
- 临床医学系
- 运动医学系
- 康复医学系
- 高级护理系
- 儿科系
- 研究生教育部
- 外国学生教育部